# Los Negros
Los Negros è un'organizzazione criminale e gruppo paramilitare messicano. Inizialmente costituita come braccio armato del cartello di Sinaloa per fronteggiare i potenti Los Zetas e le forze di sicurezza governative, in seguito si misero a lavorare per il cartello di Beltrán Leyva. Oggi si tratta grosso modo di un'unità paramilitare comandata dal trafficante di droga messicano-americano Edgar Valdez Villarreal.
Dopo che nel dicembre 2009 a seguito della morte di Arturo Beltrán Leyva ucciso in una sparatoria con le forze armate messicane, il gruppo tentò di prendere l'egemonia dell'ormai decapitato cartello di Beltrán Leyva facendo scoppiare una faida si verificò una scissione interna che portò a una frammentazione in due sottogruppi: il primo guidato da Edgar Valdez Villarreal e Gerardo Alvarez-Vazquez e il secondo da Héctor Beltrán Leyva, nonché capo corrente del ricostituito cartello, e Sergio Villareal Barragán. Dopo questi eventi, i Los Negros strinsero amicizia con gli storici rivali dei Los Zetas perché venne a meno il motivo di conflitto.
Per effettuare omicidi su commissione e altre attività illegali, i Los Negros si affidano saltuariamente a bande criminali come la Eme e Mara Salvatrucha. Sono stati in conflitto a Nuevo Laredo per prendere il controllo del traffico di droga nella regione.
Inizialmente operanti nella sola Tamaulipas, in seguito hanno esteso la loro presenza negli Stati di Nuevo León, Coahuila, San Luis Potosí, Veracruz, Michoacán, Guerrero, Zacatecas e Sonora.

## Guerra di Nuevo Laredo
Nuevo Laredo, nello Stato di Tamaulipas, fu al centro di una violenta guerra tra il cartello di Sinaloa via Los Negros e il cartello del Golfo via Los Zetas. L'importanza della regione sta nell'essere un'importante via per il passaggio dei carichi di droga, si stima circa 9.000 autocarri per un 40% del totale delle esportazioni messicane verso gli Stati Uniti.
Tutto iniziò nel 2003 quando il capo del cartello del Golfo, Osiel Cárdenas, fu arrestato, scatenando la pronta reazione del cartello di Sinaloa, che inviò 200 uomini a Nuevo Laredo per prendere il controllo del territorio approfittando della situazione venuta a crearsi all'interno del cartello rivale.
Dopo che i media iniziarono a preoccuparsi dell'argomento, i cartelli dapprima iniziarono a circuire il sistema mediatico locale con intimidazioni e minacce varie, per poi uccidere il giornalista Roberto Mora Javier Garcia della testata El mañana, mettendo a tacere gran parte dei giornali locali. Nel 2008, Edgar Valdéz usufruì di un giornale locale per mettere un annuncio personale nel quale accusava i Los Zetas di essere "narcorapitori" e servitori dei funzionari statali e dell'ufficio del procuratore generale dai quali riceverebbero protezione.
Il conflitto ebbe vasta eco e si diffuse capillarmente anche ad Acapulco, dove alcuni Z tentarono di rapire dei membri Sinaloa non riuscendoci. Di contraccambio, cinque Z furono catturati, portati in un casolare abbandonato e ripresi mentre venivano barbaramente picchiati e uccisi.
In seguito tra i due gruppi armati c'è stata un'alleanza.